# Distrito histórico del centro de Gadsden
El Distrito histórico del centro de Gadsden es un distrito histórico ubicado en Gadsden, Alabama, Estados Unidos.

## Descripción
El distrito representa el crecimiento de la ciudad a través de su apogeo industrial desde finales de la década de 1870 hasta finales de la década de 1940. Los primeros edificios del distrito incluyen ejemplos de estilos italianizantes muy decorados, incluido el Edificio Gadsden Times-News de 1904. Los edificios de principios del siglo XX comenzaron a mostrar una decoración menos aplicada, y en su lugar dibujaron una variedad visual del propio ladrillo. Los edificios posteriores comienzan a incorporar materiales modernos en su construcción, incluidos el hormigón, el vidrio decorativo y los paneles esmaltados. Hay tres iglesias importantes en el distrito que representan estilos arquitectónicos renovadores: la Primera Iglesia Metodista de estilo neogótico (construida en 1894), la Primera Iglesia Bautista de estilo neoclásico (construida en 1926) y la Iglesia Católica de St. James de estilo neorrománico (construida en 1927). La Oficina de correos y el Palacio de justicia, construidos en 1910, exhiben un estilo neorrenacentista italiano. El distrito fue incluido en el Registro Nacional de Lugares Históricos en 1997.